# Заря всю ночь
«Заря всю ночь» (также «Свиданье», «Счастье») — рассказ Ивана Алексеевича Бунина. В произведении показана одна ночь, проведённая героиней наедине с собой накануне ответственного решения.

## История написания
Рассказ изначально назывался «Свиданье» и был посвящён «М. П. Ч.». Бунин писал его в 1902 году, в том же году напечатал его в журнале «Русская мысль» (1902, № 7, с. 160—168). Однако в «Полном собрании сочинений» Бунина (Пг., 1915. Т. 4. С. 17-22), где рассказ напечатан под заглавием «Счастье», стоит авторская дата: «1903 г.». В эмиграции Бунин вернулся к своему раннему рассказу и, отредактировав его, напечатал в парижской эмигрантской газете «Возрождение» (1926, 22 августа (№ 446)) под заглавием «Заря всю ночь», авторская дата: «1903—1926». В данном случае можно с большей уверенностью поставить такую широкую датировку: 1902—1926.

## Сюжет
Однажды майским вечером шёл дождь, когда он закончился, Наташа, выпускница гимназии, вышла из дома и спросила у работников, где её отец. Ей сказали, что он уехал с барчуком Сиверсом. Этот молодой военный был давним знакомым семьи, его прочили Наташе в мужья. Сначала она резко противилась, но потом стала привыкать к мысли о возможной будущей жизни с ним. Вскоре девушка поспешила домой накормить отца, но он отказался от ужина и ушёл спать. Наташа пошла к себе и уснула под соловьиное пение. Через некоторое время она проснулась и вспомнила, что когда-то в шутку Сиверс сказал ей, что придёт на ночное свидание. Она встала, оделась и вышла в сад. Под пение птиц она дошла до беседки, но там никого не было. После Наташа села на сырую лавку и её коснулось смутное ощущение её будущей жизни. Когда разгорелась утренняя заря и послышались голоса, она вернулась к себе и уснула. Проснулась Наташа от голоса Сиверса, стоящего за дверью. Тогда же она поняла, что должна встать и отказать ему.

## Особенности
В рассказах 1900-х годов, к числу которых относится «Заря всю ночь», повествование строится «на очень тонком и трепетном звучании мелодии любви, недосказанной, хрупкой, зарождающейся и одновременно властной и сильной. В отношениях любящих — все в полутонах, в подтексте». Свойством поэтики бунинского пейзажа становится «текучесть жизни»; значение «уходящих мгновений» проступает в том, что они «прославляют полноценное наполнение каждого её мига».